# Рэтчет (Ratchet & Clank)
Рэ́тчет (англ. Ratchet) — протагонист игр серии Ratchet & Clank, разрабатываемой компанией Insomniac Games. В английской версии оригинальной игры 2002 года «Ratchet & Clank» Рэтчета озвучил Майки Келли, в последующих играх серии, а также в мультфильме «Рэтчет и Кланк: Галактические рейнджеры» на английском языке персонаж был озвучен Джеймсом Арнольдом Тейлором. В японских версиях игры Рэтчета озвучила Макото Цумура. С 2011 года на русском языке персонажа озвучивает сын Бориса Быстрова — Николай Быстров.

## История создания
Изначально Рэтчет был задуман вице-президентом по программированию Insomniac Games Брайаном Гастингсом как космическая рептилия-инопланетянин, которая по мере прохождения игры будет собирать различное оружие; окончательная форма Рэтчета была выбрана после того, как Insomniac изучили различных земных существ, вроде собак и крыс, и черты кошачьих были выделены особо из-за связанного с ними чувства ловкости.

## Описание персонажа

### Внешний вид
Рэтчет — небольшой инопланетянин, чем-то напоминающий смесь кошки и белки, ростом 5 футов (1,5 м) и весом 97,5 фунта (44 кг). Имеет зелёные глаза и красный тэбби по всему телу. Носит коричневый шлем и перчатки, при этом он их никогда не снимает, за исключением Secret Agent Clank. В оригинальной трилогии носит синие джинсы и нагрудный пояс, без обуви и верха. В Ratchet: Deadlocked Рэтчет полностью облачён в гладиаторский костюм. В линейке Future Рэтчет стал носить рубашку, штаны и реактивные сапоги. С продвижением игр герой меняется и физически.

### Прошлое
Согласно сюжету игр, главный герой — представитель вымирающей расы ломбаксов. Ломбаксы, коренные обитатели планеты Фастун в галактике Полярис, воевали с империей крагмайтов, но смогли изгнать их всех в другое измерение используя устройство именуемое «Измеренитель» (Dimensionator). Обнаружив последнее яйцо крагмайта, они решили не уничтожать его, а вырастить, но со временем родившийся из яйца Персиваль Тахион узнал о случившимся и вознамерился извести ломбаксов. Выжившие ломбаксы использовали Измеренитель чтобы укрыться в другом измерении, оставив только Кейдана, назначенного быть стражем Измеренителя, с его маленьким сыном. Отец отвёз малыша на планету Велдин (Veldin) в галактике Солана, в надежде, что там Тахион его не найдёт. Сын Кейдана, которому приёмные родители дали имя Рэтчет, рос на Велдине в отрыве от ломбаксанской культуры. Он мечтал путешествовать по мирам, галактикам и планетам, для чего даже собирает самодельный звездолёт.
Вскоре по завершении звездолёта Рэтчет встретил робота-беглеца — Кланка, помогшего ему улететь с Велдина и исполнить мечту. С этого момента новые друзья стали путешествовать по галактикам Солана, Богон и Полярис.

### Характер
Рэтчет имеет довольно не слабовольный характер, и, как правило, не боится высказывать своё мнение. Во время первой части Рэтчет был довольно вспыльчивым, но позже он научился вести себя более разумно. В то же время Рэтчет может быть застенчивым и часто очень весёлым. Он также глубоко привязан к своим друзьям, хотя временами эта связь может быть и очень напряжённой.

## Критика
Луис Бедиджиан из GameZone хвалебно отозвался об игровой модели и реалистичной анимации персонажа, в особенности отметив качественную реализацию мимики и меха Рэтчета.
Дуглас Перри из IGN положительно высказался в отношении голоса Рэтчета в исполнении Майки Келли, признав, что актёр преуспел в передаче подросткового тембра и интонаций.
Весьма критически отнёсся к самому персонажу Бенджамин Тёрнер из GameSpy, отметив как непривлекательную с эстетической точки зрения внешность Рэтчета, так и его грубую и незрелую манеру поведения, а также недостаток моральных качеств, требующихся герою, в противоположность образу Кланка. Критик выразил сожаление, что имена героев в названии игры расставлены в таком порядке — по его мнению, игре больше подошло бы название «Кланк и Рэтчет» или даже «Кланк и ещё один совершенно другой персонаж (причём не Блинкс)».
Гэйвин Фрэнкл из Allgame заметил, что с таким персонажем, как Рэтчет, довольно трудно установить эмоциональную связь, назвав его «типичным подростком, которого единственное, что привлекает, это ощущение постоянного возбуждения и приключения».